# (25337) Elisabetta
(25337) Elisabetta est un objet de la ceinture principale intérieure découvert en 1999.

## Description
(25337) Elisabetta a été découvert par Gianluca Masi le 6 août 1999 à l'observatoire astronomique Bellatrix, à Ceccano, dans la province de Frosinone en Italie.

### Caractéristiques orbitales
L'orbite de cet astéroïde est caractérisée par un demi-grand axe de 1,92 UA, un périhélie de 1,79 UA, une excentricité de 0,07 et une inclinaison de 23,99° par rapport à l'écliptique. Du fait de ces caractéristiques, à savoir un demi-grand axe inférieur à 2 UA et un périhélie supérieur à 1,666 UA, il est classé, selon la JPL Small-Body Database, objet de la ceinture principale d'astéroïdes intérieure.

### Caractéristiques physiques
(25337) Elisabetta a une magnitude absolue (H) de 15,8 et un albédo estimé à 0,314.